# Kamieniołom Warszawski
Kamieniołom Warszawski – nieczynny kamieniołom wapieni we wsi Siedlec w województwie śląskim, w powiecie częstochowskim, w gminie Janów. Znajduje się w szczytowych partiach porośniętego lasem wzniesienia na wysokości około 374 m.
Jego nazwa pochodzi od tego, że wydobywanymi w nim płytami wapieni obłożono po II wojnie światowej budynki Rady Ministrów, Domu Chłopa i Sejmu RP w Warszawie.
W kamieniołomie odsłaniają się wapienie górnej jury, zawierające skamieniałości gąbek, szkieletów koralowców oraz muszli amonitów, ramienionogów i małży. W wapieniach licznie występują krzemienne buły. Skały są silnie spękane i obserwuje się w nich zjawiska krasowe.
Kamieniołom jest atrakcją turystyczną i geologiczną. W 2016 roku kręcono w nim niektóre sceny polsko-amerykańskiego westernu „Letnia miłość” („Summer Love”). Kamieniołom znajduje się na terenie prywatnym, nie ma jednak zakazu wstępu i prowadzi przez niego szlak turystyczny.

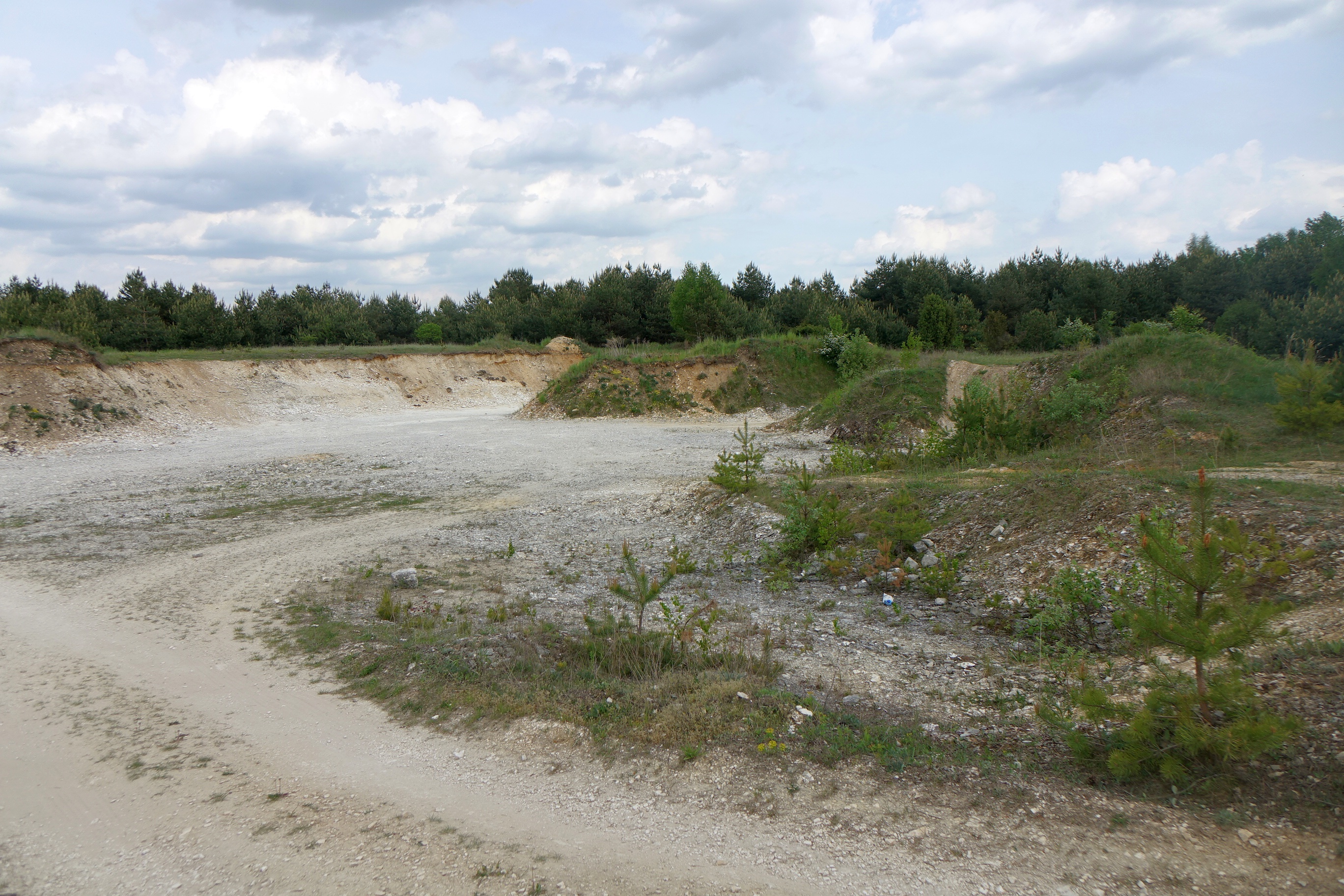
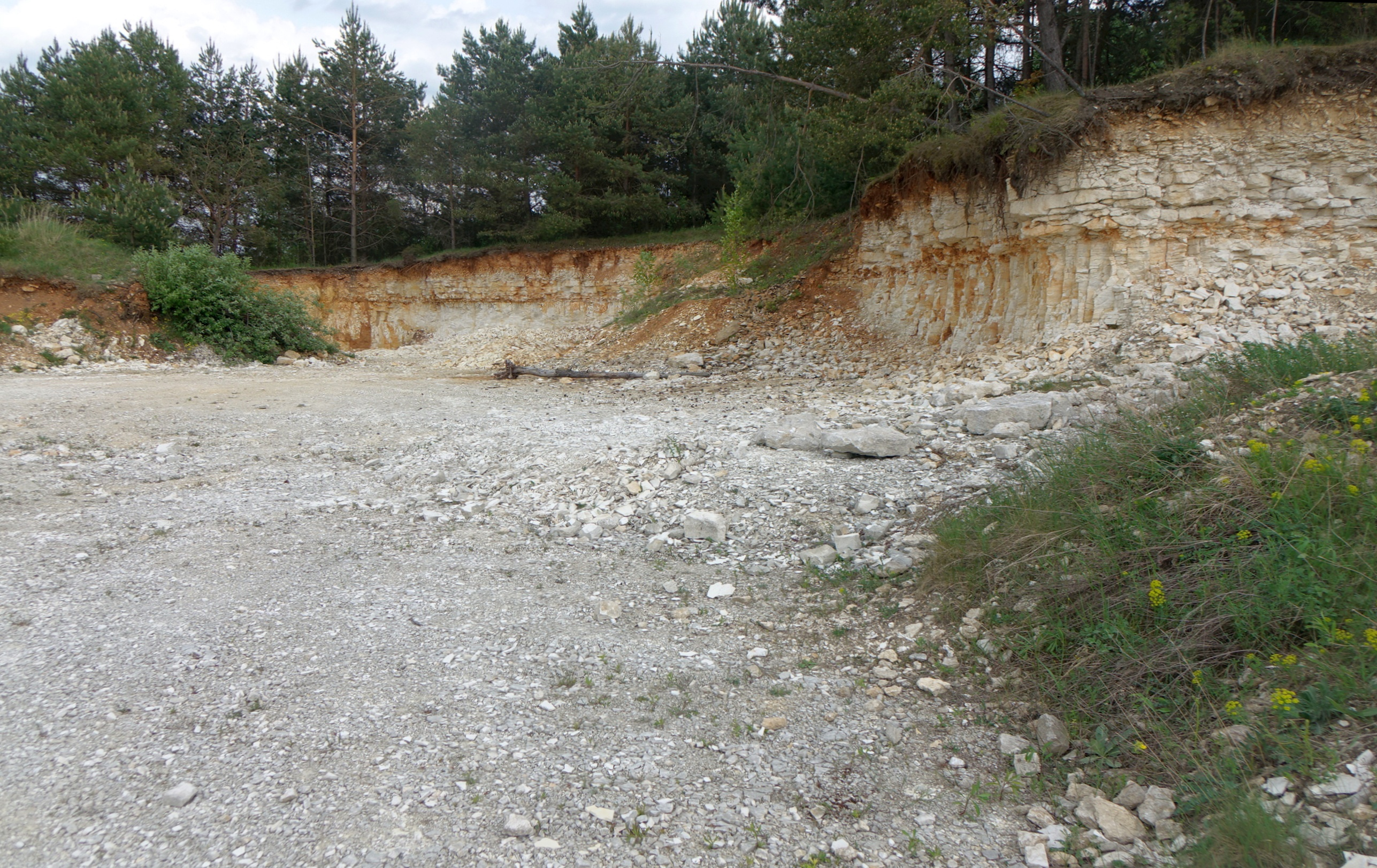
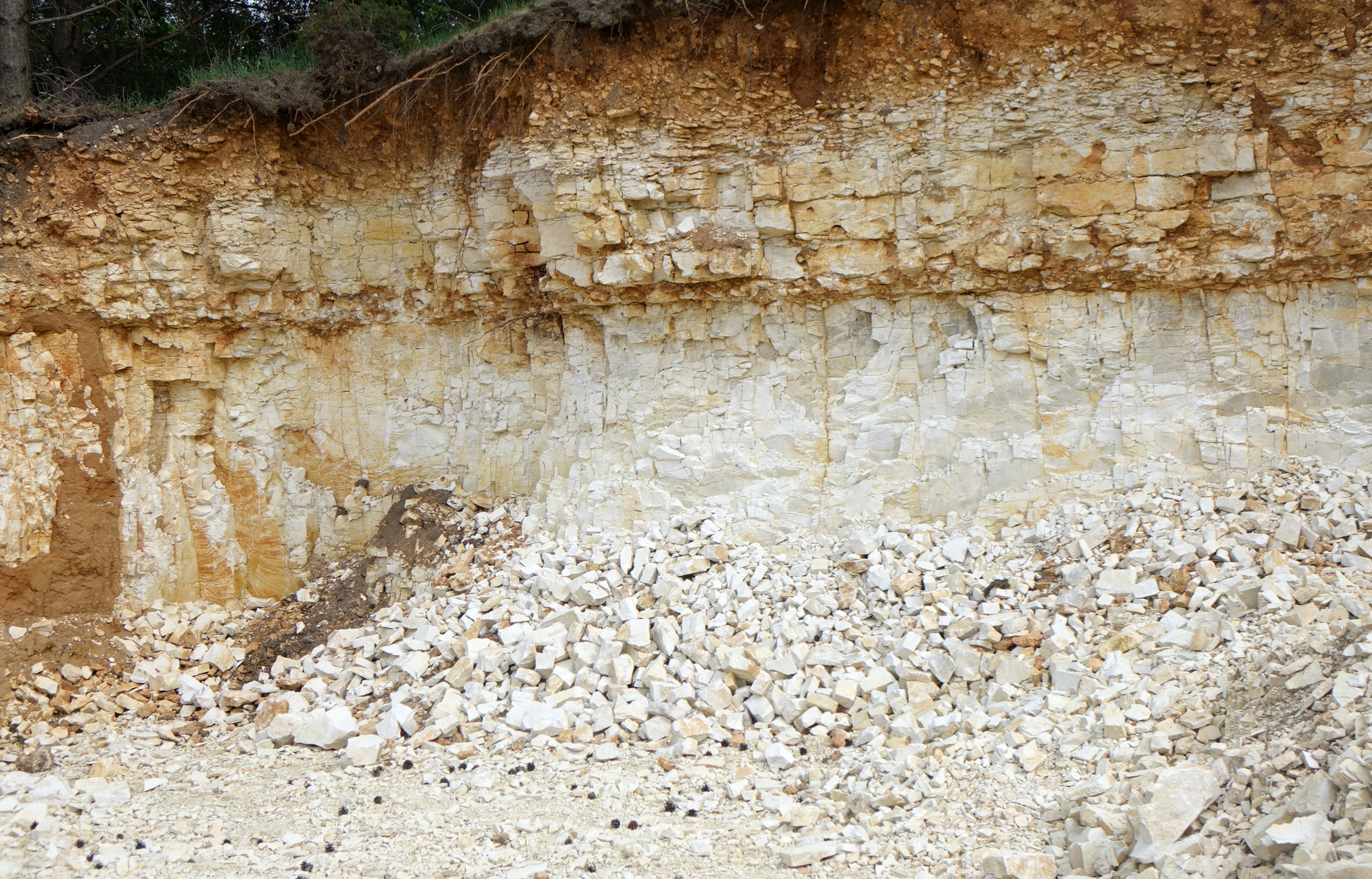
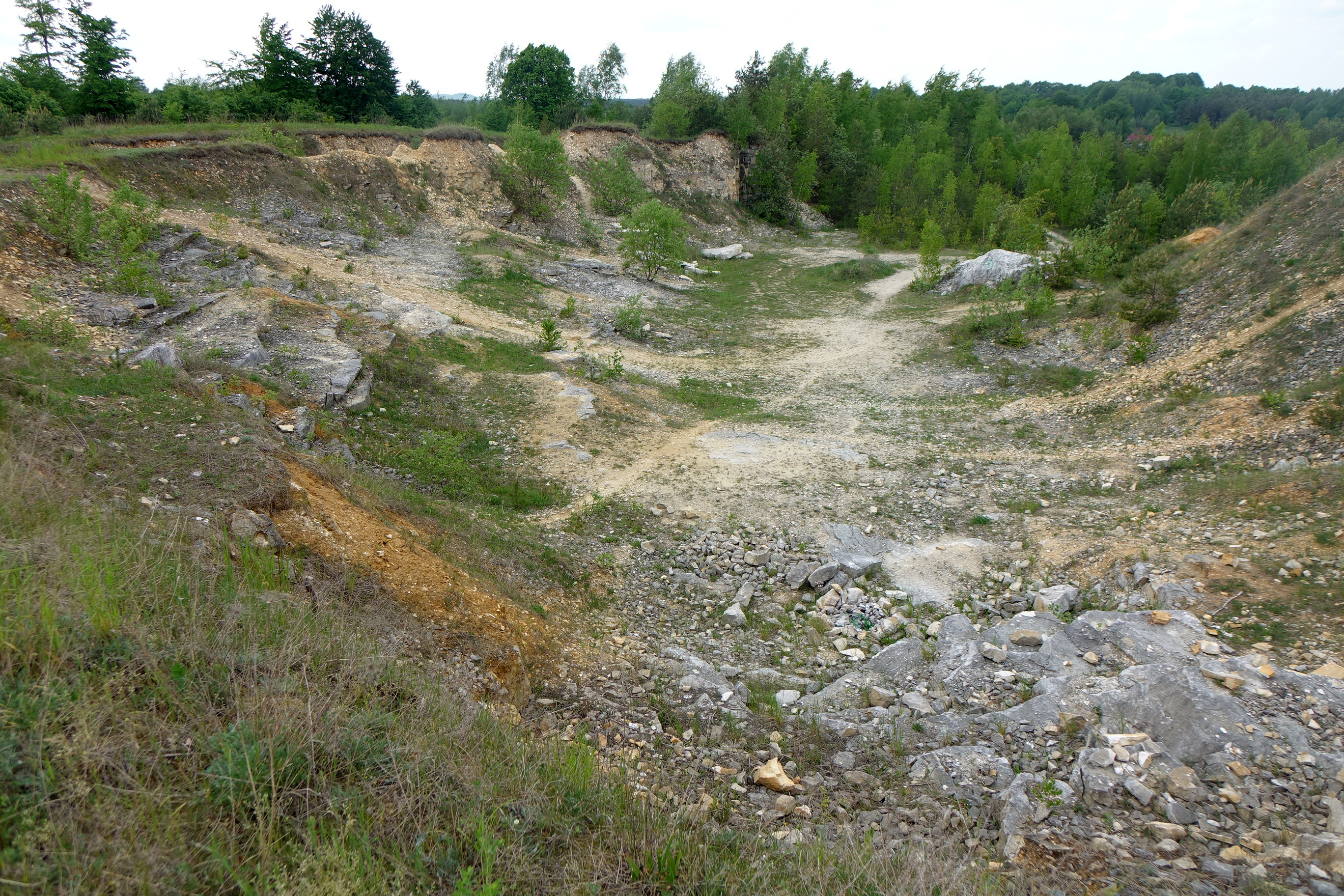

 odcinek: Siedlec – Kamieniołom Warszawski – Ostrężnik